# 清見村立牧ヶ洞小学校
清見村立牧ヶ洞小学校 （きよみそんりつ まきがほらしょうがっこう）は、かつて岐阜県大野郡清見村（現・高山市清見町）に存在した公立小学校。

## 概要
- 清見村東部（牧ヶ洞など）が校区であった。1974年、夏厩小学校、福寄小学校と統合し、清見小学校の新設により廃校。
- 校舎は取り壊され、跡地は2008年迄中日本高速道路名古屋支社清見工事事務所が建てられた[1]。2010年にこの建物が高山市に寄附され、改修を行い、高山市公文書館として開館した[2]。

## 沿革

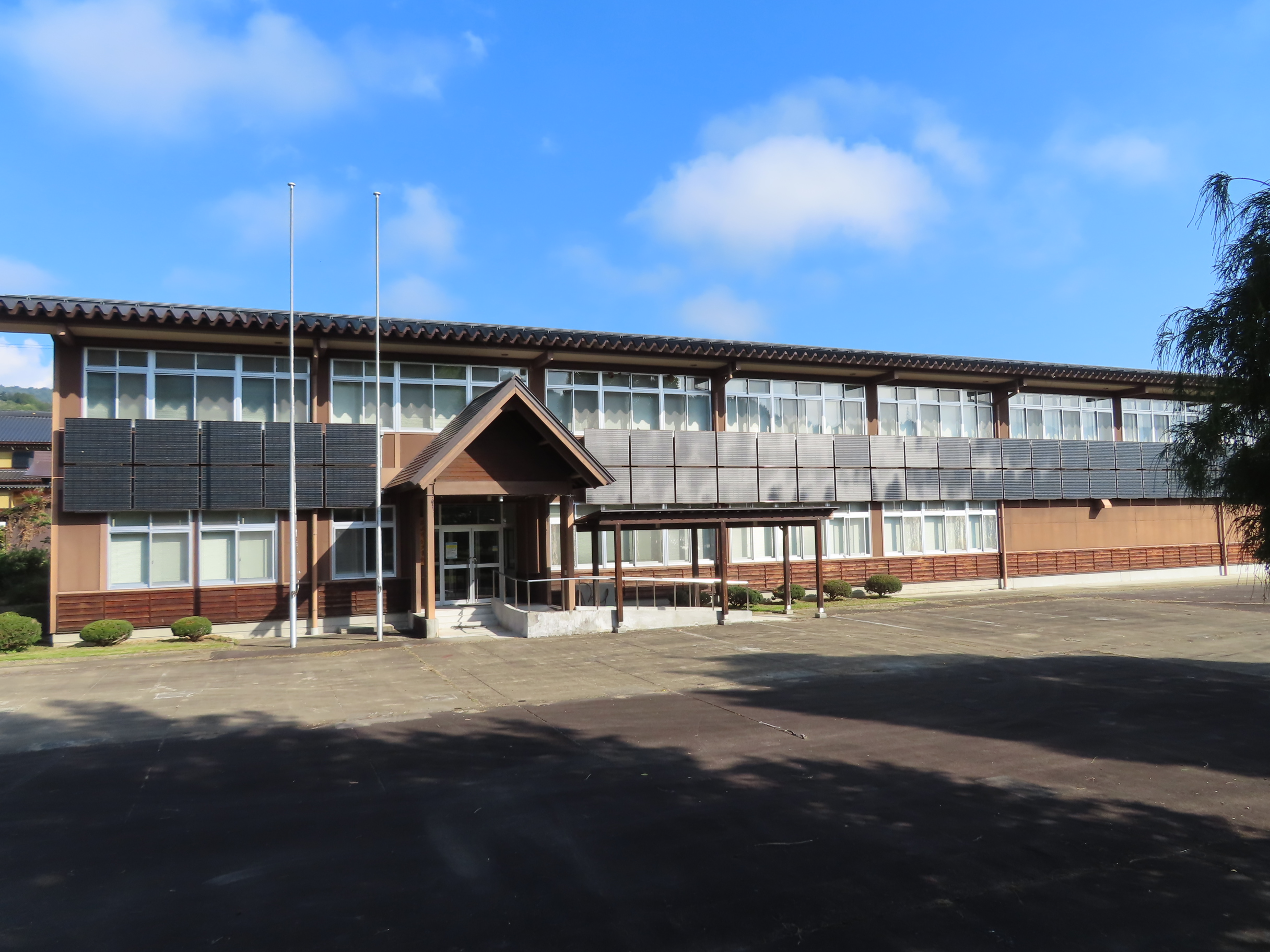
廃校後の跡地には中日本高速道路の清見工事事務所が建てられ、その後高山市公文書館に転用された。

- 1873年（明治6年） - 牧ヶ洞村に島田学校が開校。
- 1875年（明治8年） - 森茂村、下林村、山田村、新宮村、下之切村、八日町村、三日町村、牧ヶ洞村、藤瀬村、福寄村、三ツ谷村、下本村、坂村、有巣村、二俣村、中野村、楢谷村、大原村、江黒村、大谷村、池本村、二本木村、夏厩村、上小鳥村、前原村、赤保木村、下切村、中切村、上切村が合併し、清見村が発足。
- 1879年（明治12年） - 憲章小学校に改称する。
- 1889年（明治22年） - 牧ヶ洞簡易科小学校に改称する。
- 1893年（明治26年） - 牧ヶ洞小学校に改称する。
- 1904年（明治37年） - 牧ヶ洞尋常高等小学校に改称する。
- 1941年（昭和16年）4月1日 - 牧ヶ洞国民学校に改称する。
- 1947年（昭和22年）4月1日 - 清見村立牧ヶ洞小学校に改称する。
- 1974年（昭和49年）3月 - 統合により廃校。